# ايدواردو فييرو
ايدواردو فييرو (بالإسبانية: Eduardo Fierro) (23 يونيو 1988 بسانتا كروز دي لا سييرا في بوليفيا - ) هو لاعب كرة قدم بوليفي في مركز الهجوم. شارك مع منتخب بوليفيا تحت 20 سنة لكرة القدم ومنتخب بوليفيا لكرة القدم. أما مع النوادي، فقد لعب مع La Paz F.C. ‏ وUniversitario de Sucre ‏ ونادي راتشابوري ميتر فول وClub Petrolero ‏ وSport Boys Warnes ‏ ونادي بلومينغ وOeste Futebol Clube ‏.

## روابط خارجية
- ايدواردو فييرو على موقع إي إس بي إن إف سي (الإنجليزية)
- ايدواردو فييرو على موقع قاعدة بيانات كرة القدم.إي يو (الإنجليزية)
- ايدواردو فييرو على موقع ناشيونال فوتبول تيمز (الإنجليزية)
- ايدواردو فييرو على موقع Soccerway.com (الإنجليزية)
- ايدواردو فييرو على موقع AS.com (الإسبانية)